# 2016-os VIVA Comet-díjkiosztó
A 2016-os Comet-díjkiosztót 2016. november 25-én rendezték meg a Millenárisban.
A jelölteket 2016. szeptember 15-én hozták nyilvánosságra. A zöld-narancssárga üveggömböt ezúttal kilenc kategóriában adták át: Legjobb férfi előadó, Legjobb női előadó, Legjobb színész, Legjobb színésznő, Legjobb Humorista, Legjobb social média szereplő, Legjobb zenekar és a Legjobb klip.
A díjátadó műsorvezetői Iszak Eszter és Istenes Bence voltak. Az eseményt teljesen egészében végig lehetett követni a comet2016.hu oldalon. A díjátadó tudósítói is a fiatalabb generáció képviselői közül kerültek ki. A vlogger társadalom ismert arcai, az akkor együttesen mintegy 670 ezer YouTube követővel rendelkező FollowAnna, Csecse Attila, GoodLike és Vitó Zsombor gondoskodtak arról, hogy a gála backstage infóiról első kézből értesülhessenek azok, akik figyelemmel követik a comet2016.hu-n a fejleményeket.

## Díjátadók
- Kiss Ramóna & Klein Dávid (Legjobb férfi előadó)
- Lotfi Begi (Legjobb női előadó)
- Szabados Ágnes & D. Tóth András
- Nagy Ervin (Legjobb színész)
- Fluor (Legjobb Humorista)
- Bocskor Gábor & (Legjobb Dal)
- Veréb Tamás (Legjobb social média szereplő)
- Gerendai Károly & Kádár Tamás (Legjobb zenekar)
- Papp Gergő & Juhász Judit (Legjobb klip)
- Kovács Ágnes (Az év pillanata)
- D. Tóth Kriszta (Comet életmű díj)

## Fellépők
| Előadó                                       | Dal                 |
| -------------------------------------------- | ------------------- |
| ByeAlex és a Slepp ft. Pixa                  | "Részeg"            |
| Freddie                                      | "Ez A Vihar"        |
| Gáspár Laci                                  |                     |
| Király Viktor                                |                     |
| Margaret Island                              | "Sárga Levelek"     |
| The Biebers és Herrer Sári                   | "Minden a miénk "   |
| Tóth Andi                                    | "Tovább"            |
| Tóth Gabi és Freddie Shumannal és Lotfi Begi | "Hosszú idők"       |
| Wellhello                                    | "#sohavégetnemérős" |

## Jelöltek és díjazottak

### Legjobb férfi előadó
Majka
- Caramel
- Freddie
- Király Viktor
- Majka
- Oláh Gergő

### Legjobb női előadó
Rúzsa Magdi
- Fábián Juli
- Horányi Juli
- Radics Gigi
- Tóth Gabi

### Legjobb színész
Rudolf Péter
- Anger Zsolt
- Lengyel Tamás
- Stohl András
- Thuróczy Szabolcs

### Legjobb színésznő
Pokorny Lia
- Balsai Móni
- Ónodi Eszter
- Schell Judit
- Tompos Kátya

### Legjobb humorista
Kiss Ádám
- Hadházi László
- Kőhalmi Zoltán
- Kormos Anett
- Litkai Gergely

### Legjobb social média szereplő
Istenes Bence
- Hosszú Katinka
- Kasza Tibor
- Kiss Ádám
- Majka

### Legjobb zenekar
Wellhello
- Halott Pénz
- Irie Maffia
- Margaret Island
- Quimby

### Legjobb dal
Freddie – Pioneer
- ByeAlex és a Slepp – Még mindig...
- Margaret Island – Eső
- Tóth Gabi – Ez Vagyok Èn
- Rúzsa Magdi feat. Lotfi Begi & Madarász Gabi –  Ég és Föld

### Legjobb klip
Majka ft. Kollányi Zsuzsi – Eléglesz
- Brains  – Balance
- FISH – Ne Is Figyelj Rám
- The Biebers – Pont Most
- Wellhello x Halott Pénz & –  Emlékszem Sopronban

### Az év pillanatáért járó
Magyar labdarúgó-válogatott

### Életmű díj
- Alföldi Róbert